# Biksin
Biksin, C25H30O4 (C.I. 75120), pojavljuje se u labilnom (cis-biksin) i u stabilnom obliku (trans-biksin). Talište cis-biksina iznosi 191,5 °C uz polagano, a 198 °C uz brzo zagrijavanje. Trans-biksin ima talište 217 °C. Cis-biksin kristalizira iz octene kiseline u tamnoljubičastim prizmama s čeličnoplavim sjajem. Zagrijavanjem labilni biksin prelazi u stabilni. Cis-biksin se nalazi u kori sjemenke ploda anato grma (lat. Bixa orellana), koji raste u Ekvadoru i Peruu. Biksin se upotrebljava danas za bojenje ulja i masti (margarina), voskova i tjestenine, a u obliku soli za bojenje sirova. Vunu, svilu i pamuk boji crvenonarančasto do žutonarančasto, a pamuk namočen u alaun snažno narančasto. Taloženjem se biksina s alaunom ili kositrenim solima iz alkalnih otopina dobiva žuti ili narančastožuti orleanski lak.

## Prirodna bojila
Prirodna bojila su obojeni organski spojevi koji se nalaze u stanicama biljaka i životinja, te u mikroorganizmima. Prirodna bojila mogu se u njima nalaziti u slobodnom obliku (kurkumin) ili u spoju sa šećerom i bjelančevinama. Neka su bojila (indigo, antikni purpur) bezbojna, pa se od njih dobiva obojen spoj oksidacijom, fermentacijom ili fotokemijskim postupkom. 

### Polienska prirodna bojila
Karotenoidi su glavna polienska prirodna bojila. To su žuti do tamnocrveni kemijski spojevi tetraterpenske strukture s dugim nizom konjugiranih dvostrukih kemijskih veza. H. Wackenroder (1831.) izolirao je obojeni kemijski spoj iz mrkve (lat. Daucus carota), a skupinu kojoj taj spoj pripada nazvao je M. S. Cvet (1911.) karotenima. R. Willstátter sa suradnicima (1906. – 1914.) odredio je bruto kemijske formule mnogih karotenoida. H. von Euler-Chelpin (1928.) otkrio je da je karoten provitamin A, a iste godine P. Karrer i R. Kuhn utvrđuju kemijsku građu mnogih karotenoida. Nakon prvih sinteza (P. Karrer i Hans Herloff Inhoffen, 1950.) naglo se razvila industrijska sinteza karotenoida. Većina prirodnih karotenoida, od kojih je za približno 300 poznata kemijska građa, ima molekule s 40 atoma ugljika, koje se sastoje od središnjeg dijela s 20 atoma ugljika i različitih krajnjih skupina s 10 atoma ugljika. Osim toga, postoje kemijski spojevi, dobiveni razgradnjom, s manje od 40 atoma ugljika, pa ksantofili, koji su također tetraterpeni, koji imaju još jednu ili više oksiskupina ili karbonilnih skupina, odnosno po jednu oksiskupinu i karbonilnu skupinu.

### E160b Anato: biksin i norbiksin
Prirodno narančasto bojilo biljnog porijekla iz skupine karotenoida (E160a - karoten). Karotenoidi su pigmenti topljivi u mastima koji se nalaze u narančastom, žutom, crvenom i zelenom voću i povrću. Anato ekstrakt sastoji se od biksina, dijela topljivog u mastima, i norbiksina, dijela topljivog u vodi. Proizvodi se kemijskom ekstrakcijom iz sjemenki tropske biljke Bixa orellana. Može se proizvesti uz pomoć genetski promijenjenih organizama, ali procjena učinaka još nije dovršena. U rijetkim slučajevima, kod osjetljivih osoba, mogu uzrokovati kožne alergijske reakcije. Smatra se bezopasnim.
| Dopuštena upotreba | Količina |
| --- | -------- |
| Margarin, polumasni margarin (minarin), ostale masne emulzije i masti koje gotovo i ne sadrže vodu, fini pekarski proizvodi, deserti, dimljena riba, grickalice: začinjeni proizvodi za grickanje i orašasti plodovi sa začinskim smjesama | 10 mg/kg |
| Likeri i alkoholna pića s manje od 15% vol. alkohola | 10 mg/L  |
| Fermentirani zreli narančasti, žuti i bijeli sir u komadima i nearomatizirani topljeni sir, zreli narančasti, žuti i bijeli mrvljeni sir, obrađeni sir bez dodanih aroma, aromatizirani topljeni sir                                       | 15 mg/kg |
| Dekoracije i preljevi, smrznuti deserti (sladoledi), jestiva vanjska kora sira i jestivi vanjski omoti kobasica, grickalice: ekstrudirani začinjeni proizvodi za grickanje                                                                 | 20 mg/kg |
| Žitarice za doručak- ekstrudirane i/ili aromatizirane voćem | 25 mg/kg |
| Vrsta francuskog sira Mimolette | 35 mg/kg |
| Vrsta engleskog sira Red Leicester | 50 mg/kg |

### Slike
|                                                                            |                                                       |                          |                             |
| Cis-biksin se nalazi u kori sjemenke ploda anato grma (lat. Bixa orellana) | Narančastožuti orleanski lak i obojeni pramen pamuka. | Francuski sir Mimolette. | Engleski sir Red Leicester. |